# Eugenio Dal Corso
Eugenio Dal Corso   (Lugo di Valpantena, 16 de maig de 1939 - Negrar di Valpolicella, 20 d'octubre de 2024) va ser un cardenal i bisbe catòlic italià, bisbe emèrit de Benguela des del 2018.

## Biografia
Va néixer el 16 de maig de 1939 a Lugo di Valpantena, a la província i diòcesi de Verona. Va acabar els seus estudis a l'Institut Don Calàbria i al final va decidir convertir-se en missioner. Va ser ordenat prevere el 7 de juliol de 1963. Després de l'ordenació va ser enviat a Roma, on va completar els seus estudis en teologia dogmàtica, dedicant-se també a la vida pastoral a la parròquia de Madonna di Campagna (Verona) i després a Nàpols. Va començar la seva vida missionera el 1975, primer a Laferrere (Argentina), on va romandre onze anys, després a Luanda (Angola).
El 15 de desembre de 1995 va ser nomenat bisbe coadjutor de Saurimo. Va rebre la consagració episcopal el 3 de març de 1996, de mans de Félix del Blanco Prieto, arquebisbe titular de Vannida i nunci apostòlic a Angola i pronunci apostòlica a São Tomé i Príncipe, assistit pels co-consagradors Andrea Veggio, bisbe titular de Velia i auxiliar de Verona, i Pedro Marcos Ribeiro da Costa, bisbe de Saurimo. El 15 de gener de 1997 va passar a encapçalar la diòcesi, després que monsenyor Ribeiro da Costa presentés la seva renúncia al complir els setanta-cinc anys,
El 18 de febrer de 2008, el papa Benet XVI el va nomenar bisbe de Benguela, després d'acceptar la renúncia de monsenyor Oscar Lino Lopes Fernandes Braga. Va romandre al capdavant de la diòcesi durant deu anys, fins al 26 de març del 2018, quan va presentar una renúncia per límits d'edat.
El 22 de juliol de 2018, l'administrador apostòlic de la diòcesi de Menongue, monsenyor Pio Hipunyati, el va nomenar capellà del centre pastoral Santa Josefina Bakhita de Caiundo, una comunitat de la província de Kuando Kubango, al sud d'Angola, acollint la seva sol·licitud per dur a terme el servei missioner i l'evangelització. L'1 de setembre de 2019 el papa Francesc va anunciar el seu nomenament com cardenal al consistori de el 5 d'octubre. Va rebre el títol de Sant'Anastasia, del qual va prendre possessió oficialment el 17 de novembre de 2019.